# Doug McKeon
Doug McKeon (né le 10 juin 1966 à Pompton Plains, New Jersey) est un acteur et réalisateur américain.

## Filmographie partielle
En tant qu'acteur
- 1981 : La Maison du lac de Mark Rydell : Billy Ray
- 1985 : Mischief de Mel Damski : Jonathan Bellah
- 2015 : I Spit on Your Grave 3
- 2016 : L. B. Johnson, après Kennedy de Rob Reiner : Hubert Humphrey

En tant que réalisateur
- 2001 : The Boys of Sunset Ridge
- 2005 : Come Away Home